# Saint-Cyprien, Loire
Saint-Cyprien este o comună în departamentul Loire din sud-estul Franței. În 2009 avea o populație de 2.337 de locuitori.

## Evoluția populației
| An        | 1975  | 1982  | 1990  | 1999  | 2006  | 2009  |
| --------- | ----- | ----- | ----- | ----- | ----- | ----- |
| Populație | 1.321 | 1.584 | 2.005 | 2.125 | 2.375 | 2.337 |